# Setomelanomma holmii
Setomelanomma holmii är en svampart som beskrevs av M. Morelet 1980. Setomelanomma holmii ingår i släktet Setomelanomma, ordningen Pleosporales, klassen Dothideomycetes, divisionen sporsäcksvampar och riket svampar.   Inga underarter finns listade i Catalogue of Life.